# Losacio
Losacio település Spanyolországban,  Zamora tartományban. Losacio Olmillos de Castro, Ferreruela, Carbajales de Alba és Muga de Alba községekkel határos. Lakosainak száma 89 fő (2024).

## Népesség
A település népessége az utóbbi években az alábbiak szerint változott:
| Lakosok száma | 156  | 132  | 107  | 97   | 125  | 110  | 109  | 101  | 86   | 89   |
|               | 2001 | 2004 | 2007 | 2009 | 2012 | 2014 | 2017 | 2019 | 2022 | 2024 |